# Lluís Baixa
Lluís Baixa o Louis Baixa o Baixas segons grafies (segle xvii-segle xviii) va ser un escultor actiu a la Catalunya del Nord entre els anys 1714 i 1765.

## Biografia
Era fill d'un mestre fuster, Francesc Baixa, i de la seva muller Anna Maria. Encara que les seves dates de naixement i mort no estan documentades, se sap que es casà el 26 de febrer del 1713 amb Estàsia Maria.
Es formà amb en Josep Sunyer i Raurell i s'agregà al Col·legi de Pintors, Escultors, Dauradors i Brodadors de Perpinyà l'any 1714. Entre els anys 1714 i 1718 fou autor de tres retaules per a l'església de Nostra Senyora dels Àngels de Cotlliure, i es registra que, per un d'ells dedicat a Sant Eloi, percebé 550 francs. A partir del 1723 va fer altres obres conjuntament amb Pau Sunyer, germà del seu mestre Josep Sunyer. L'historiador B. Tollon atribueix a Baixa dos retaules fets conjuntament amb Pau Sunyer el 1701, però aquesta informació no té confirmació col·lateral, i la data apuntada no es correspon amb la resta d'informacions sobre la carrera de l'escultor. La majoria de la producció conservada d'en Baixa està protegida (P) pel patrimoni francès.
El 1714, la confraria dels sastres de Perpinyà li encarregà que visés -perités- l'altar de sant Homobó que Josep Sunyer els havia fet, i el 1717 amb Manuel Botaller en visaren un altre, el del Roser de Bula d'Amunt, obra de Lluís Ribera

## Obres
- (P) Retaule de sant Vicent de Nostra Senyora dels Àngels de Cotlliure (1714)[5]
- (P) Retaule de sant Eloi de Nostra Senyora dels Àngels de Cotlliure (1716)[5]
- (P) Retaule de santa Llúcia de Nostra Senyora dels Àngels de Cotlliure (1718)[5]
- (P) Retaule de la Mare de Déu dels Àngels a Sant Romà de Càldegues (1723-1735)[5]
- Retaule per a Sant Pere d'Oceja (1734)
- (P) Retaule major de Sant Vicenç d'Eus (1735-1736)
- (P) Retaule major de Sant Martí d'Ix (1738)[7]
- (P) Retaule de sant Bartomeu de l'església homònima de Bajande (1743)[8]
- (P) Retaule de sant Sadurní a Sant Sadurní d'Enveig (1760)[5]
- (P) Retaule de les Ànimes del Purgatori a Sant Sadurní d'Enveig (1765)[5]
- (P) Retaule del Roser de Sant Martí de Jóc[1]
- Retaule del Roser de Sant Esteve d'Estoer[9]
- Dubtós, possiblement de Josep Sunyer: Retaule de les Ànimes del Purgatori de Sant Pere de Prada de Conflent (1701)[4]
- Dubtós: Retaule del Sant Crist de Santa Eulàlia de Marqueixanes (1701)[4]